# Eskapaden (Roman)
Eskapaden: Der achte Fall für Bruno, Chef de police ist ein Roman von Martin Walker, der zunächst 2015 unter seinem Originaltitel The Dying Season auf Englisch erschien und seit 2016 vom Diogenes Verlag auf Deutsch verlegt wird. Übersetzer war Michael Windgassen.
Mit dem Buch setzte Walker seine Bruno-Reihe um den Polizisten Benoît „Bruno“ Courrèges fort.

## Handlung
Bruno ist hocherfreut einen Helden seiner Jugend, den Flieger-Helden Marco Desaix, genannt Der Patriarch, an dessen neunzigstem Geburtstag persönlich kennenzulernen. Der Patriarch hatte im Zweiten Weltkrieg dem Normandie-Njemen-Geschwader angehört, das auf sowjetischer Seite kämpfte. Später war er als Kampfpilot für Israel aktiv, bevor er in Frankreich Testpilot und dann Manager wurde. Daneben war er ein wichtiger Verbindungsmann zwischen den Regierungen in Paris und Moskau. An allen Stationen seines bewegten Lebens unterhielt er neben den politischen auch amouröse Beziehungen: So trifft Bruno auf dem Fest zudem auf Marcos russischen Sohn Jewgeni, seine israelische Tochter Raquelle und seinen französischen Sohn Victor. Außerdem sind da noch Victors Kinder Raoul und Chantal. Hingucker ist jedoch seine außergewöhnlich attraktive Schwiegertochter Madelaine, Victors Frau und Mutter von Chantal.
Am nächsten Morgen wird Bruno gleich wieder auf das Anwesen der Desaix' gerufen. Victors früherer Fliegerkamerad Colonel Gilbert Clarmartin liegt tot in dem Häuschen, das man ihm dort zur Verfügung gestellt hatte. Clamartin war wie Marco Militärattaché in Russland gewesen. Alles deutet darauf hin, dass der bekannte Alkoholiker an seinem Erbrochenen erstickt ist. Bruno wird jedoch misstrauisch, da niemand Gilbert an dem Abend zuvor betrunken erlebt hat. Auch wird seine Leiche verdächtig schnell verbrannt und sein Häuschen sofort leer geräumt.
Bruno sucht beharrlich Beweise zusammen und trifft so auch mehrmals wieder auf Madelaine, die gerade für die Nationalversammlung kandidiert. Nachdem Brunos Freundin Pamela ihm mitgeteilt hat, nur noch Freundin, aber nicht mehr Geliebte sein zu wollen, lässt sich Bruno nur allzu gern von der hinreißend kühlen Blondine verführen. Als er spät nachts nach Hause kommt, wird er von Fabrice, dem Wildhüter der Desaix, mit einer Axt angegriffen. Bruno kann sich jedoch erfolgreich wehren und – anders als Fabrice – das Krankenhaus am nächsten Morgen wieder verlassen. Nachdem Fabrice Bruno bereits eine Anzeige verdankt, fragt sich Bruno, ob das nun ein simpler Racheakt war, oder ob Fabrice beauftragt wurde.
Gilberts Testamentsvollstrecker macht Bruno unterdessen auf einen ansehnlichen Fonds aufmerksam, was auch Brunos alten Bekannten, den Geheimdienst-Brigadier Lannes hellhörig macht, der nun wissen möchte, woher ein Soldat und Attaché soviel Geld bekommen hat – und wofür. Die Testamentseröffnung sorgt für eine weitere Überraschung: Haupterbin ist Chantal. In einem Brief offenbart Gilbert, dass er ihr Vater sei. Außerdem beschuldigt er den Patriarchen, einst in Moskau einen Nebenbuhler in den Gulag geschickt zu haben. Dessen Sohn, der Gilbert diese Geschichte in den 1980er-Jahren in Moskau erzählt hatte, war kurz darauf bei einem ungeklärten Verkehrsunfall gestorben.
Während das Heldenbild des Patriarchen immer mehr Risse bekommt, ist Brunos Spurensuche erfolgreich: Gilbert wurde vergiftet. Ein DNS-Abgleich beweist zudem, dass er Chantals Vater war. Außerdem weisen die Telefondaten von Fabrice auf Madelaine als Auftraggeberin des Anschlags auf Bruno hin.
Als Raquelle Bruno zu einem Gartenfest lädt, findet er dort alle Verdächtigen versammelt: den Patriarchen, der möglicherweise einen Mitwisser, dem er jahrelang Schweigegeld zahlte, beseitigen wollte; Victor, der sich an Gilbert wegen der Affäre mit seiner Frau rächen wollte; Madelaine, die ihre politische Karriere gefährdet sah, falls Gilbert ihre Affäre öffentlich gemacht hätte; und Chantal, die einem respektablen Erbe entgegensieht – auch wenn sie davon angeblich nichts wusste.
Jewgeni gibt Bruno schließlich den entscheidenden Hinweis: Raoul und Chantal pflegen ein sehr enges Verhältnis zueinander – zu eng für Geschwister. Gilbert wollte daher im Interesse seiner Tochter publik machen, dass die beiden keineswegs Halbgeschwister sind. Für Madelaines Pläne eine Katastrophe. Als Madelaine mit ihrer Flinte von der Kaninchenjagd zurückkommt, konfrontiert Bruno sie mit den Fakten. Auf dem unübersichtlichen Terrain will sie ihn erschießen und es wie einen Unfall aussehen lassen, doch für Bruno glückliche Umstände führen dazu, dass stattdessen sie zu Tode kommt. Bruno hat das Gespräch, in dem sie sich selbst belastet, aufgenommen. Nach ihrem Tod löscht er es jedoch und belässt es gleichermaßen fasziniert wie abgeschreckt von ihr bei einem „Jagdunfall.“

## Bewertung
Walker bleibt seiner Mischung aus Krimi, Reiseführer, und Kochbuch treu. Daneben baut er wie auch in früheren Bänden der Bruno-Reihe historische und politische Aspekte ein. So richtet er die Aufmerksamkeit des Lesers diesmal auf das Normandie-Njemen-Geschwader, den Augustputsch in Moskau und die russisch-französischen Beziehungen allgemein.
Christoph Mahnel schreibt in www.literaturmarkt.info: „Mit Martin Walker den Menschen im Périgord beizuwohnen, ihnen beim Kochen und der anschließenden lukullischen Aufnahme von Speis und Trank über die Schulter schauen zu dürfen, hat einen wunderbaren Charme entwickelt […] Darüber hinaus überzeugt Walker durch seine profunde Kenntnis von Land und Leuten [...][Sein] breites Wissen um politische und historische Gegebenheiten versehen die Bruno-Romane mit einer besonderen Note. In "Eskapaden" sind es die Verflechtungen der Geheimdienste im Kalten Krieg bis hin zu den umstürzlerischen Revolutionen in der Sowjetunion Ende der Achtziger und Anfang der Neunziger Jahre.“

## Ausgaben/Quelle
- Eskapaden. Der achte Fall für Bruno, Chef de police. Übersetzung Michael Windgassen. Diogenes, Zürich 2016, ISBN 978-3-257-06968-6.
- The Dying Season. Quercus, London 2015, ISBN 978-1-84866-406-7.